# FK Daugava Riga (1944-1990)
Pour les articles homonymes, voir FK Daugava Riga.
Maillots
Le FK Daugava Riga est un ancien club letton de football basé à Riga. Le club est fondé en 1944 et dissout en 1990.

## Historique

### Histoire
L'équipe évolue à 7 reprises dans le championnat d'URSS, de 1949 à 1952, puis de 1960 à 1962.

### Repères historiques
- 1944 : fondation du club sous le nom de Daugava Riga
- 1948 : le club est renommé Daugava-VEF Riga
- 1950 : le club est renommé Daugava Riga
- 1959 : le club est renommé Daugava-RVZ Riga
- 1963 : le club est renommé Daugava-REZ Riga
- 1970 : le club est renommé Daugava Riga
- 1990 : dissolution du club

## Bilan sportif

### Palmarès
- Championnat d'URSS de football :
  - Meilleure performance : 11e (en 1951)

- Coupe de Lettonie (1) 
  - Vainqueur : 1990
  - Finaliste : 1947

### Classements en championnat
La frise suivante résume les classements successifs du club en championnat.

## Personnalités du club

### Entraîneurs
La liste suivante présente les différents entraîneurs connus du club.
- Ievgueni Ieliseïev (1949-1953)
- Maks Levitanus (1954-1955)
- Ievgueni Ieliseïev (1956-1957)
- Piotr Stoupakov (ru) (1960-1961)
- Ievgueni Fokine (en) (1962-septembre 1963)
- Lev Kortchebokov (en) (octobre 1963-décembre 1963)
- Vadim Ullberg (1964-1966)
- Georgijs Gusarenko (1971-1972)
- Vadim Ullberg (1972)
- Sergueï Korchounov (en) (1973-1976)
- Vadim Ullberg (1977)
- Guennadi Bondarenko (en) (1978-1980)
- Jānis Skredelis (1981-1988)
- Georgijs Gusarenko (août 1989-1991)

### Anciens joueurs
- Sergueï Chavlo
- Dainis Deglis
- Aivars Drupass
- Jānis Gilis
- Alfons Jēgers
- Oļegs Karavajevs
- Laimonis Laizāns
- Raimonds Laizāns
- Jevgeņijs Miļevskis
- Leonīds Ostrovskis
- Jurijs Popkovs
- Valeri Shantalosov
- Aleksandrs Starkovs
- Jurijs Ševļakovs